# Ребко, Алексей Васильевич
Алексе́й Васи́льевич Ребко́ (23 апреля 1986, Москва, СССР) — российский футболист, полузащитник. Помощник главного тренера воронежского «Факела».

## Карьера

### Клубная

#### «Спартак»
Ребко начинал играть в спортивной школе «Трудовые резервы», а в 7 классе перешёл в московский «Спартак». В 2002 году Олег Романцев позволил Ребко дебютировать в основном составе первой команды в матче Кубка России в возрасте 16 лет 67 дней. Выйдя через две недели в возрасте 16 лет 78 дней стал самым молодым футболистом чемпионата России. Однако после этого играл исключительно за дублирующий состав.
Из-за травмы ахилловых сухожилий пропустил 2003 год почти полностью.
После прихода в 2006 году на пост главного тренера клуба Владимира Федотова Ребко стал чаще выходить на поле: он участвовал в нескольких подряд матчах чемпионата России в период с июля по август.
1 января 2007 года Ребко был избит в вагоне метро шестью хулиганами. В результате нападения футболист получил перелом челюсти. Нападавшие найдены не были, поскольку игрок в милицию не заявлял.
В межсезонье 2008 года Ребко заявил о желании покинуть клуб, с которым у него был действующий контракт, и 7 февраля на заседании Палаты по разрешению споров было решено отпустить футболиста без судебных разбирательств.

#### «Рубин», «Москва» и «Динамо»
11 февраля Ребко подписал четырёхлетний контракт с «Рубином». Он предполагал, что будет основным игроком команды, но оказалось, что он не рассматривался Курбаном Бердыевым подобным образом. Из-за этого Ребко сыграл за полгода лишь 3 матча, а уже в июле перешёл в «Москву», подписав трёхгодичное соглашение.
В новом клубе быстро стал ключевым футболистом команды. С приходом в 2009 году Миодрага Божовича, который по мнению Ребко смог раскрыть его полностью, «Москва» заиграла увереннее, заняла 6 место в Чемпионате России, а Ребко удостоился вызова в сборную России по футболу.
26 ноября 2009 года Ребко было присвоено звание Мастер спорта России.
21 февраля 2010 года подписал трёхлетний контракт с московским «Динамо». Изначально руководство новой команды рассматривало футболиста в виде замены Дмитрию Хохлову, который должен был завершить карьеру летом 2010 года, но из-за финансовых проблем «Москвы» Ребко сменил команду уже зимой. В нескольких первых турах полузащитник выходил в стартовом составе динамовцев, однако, играл неважно, что побудило нового главного тренера Божовича сделать ставку на Адриана Ропотана, а позже приобрести Томислава Дуймовича из московского «Локомотива». После окончания чемпионата Ребко был выставлен на трансфер.

#### «Ростов» и «Томь»
В марте 2011 года подписал контракт на полтора года с ФК «Ростов». В первом круге сыграл 14 матчей, но после прихода на тренерский мостик Сергея Балахнина перестал попадать в состав, потом был сослан в дубль, а в итоге вместе с Олегом Ивановым, Александром Хохловым, Андреем Прошиным и Артёмом Кулешей отстранён от тренировок. В конце 2011 года после заседания Палаты по разрешению споров РФС смог покинуть клуб в качестве свободного агента. Также «Ростов» был обязан выплатить футболисту заработную плату за 7 месяцев. Сам Ребко отметил, что руководители «Спартака» по сравнению с ростовскими вели себя просто образцово.
14 января 2012 года перешёл в «Томь», подписав контракт до конца сезона. За время выступления за клуб забил два гола, в том числе мяч, отправивший его бывший клуб «Ростов» в стыковые матчи за право остаться в Премьер-лиге. Сам футболист отметил, что рад продлить сезон бывшему клубу. По окончании сезона на правах свободного агента перешёл в «Амкар».

#### С 2012 года
В «Амкаре» изначально выбрал девятый номер, принадлежавший ранее легенде клуба Константину Парамонову, но позднее изменил свой выбор на «десятку». Открыл счёт голам за клуб 28 июля 2012 в матче с ЦСКА, отметившись двумя мячами. Следующий матч с «Анжи» пропустил из-за ангины. Вскоре получил очередную травму — воспаление ахилла и выбыл до конца сезона 2012/13. Первым официальным матчем после длительной паузы для Ребко стала игра с «Рубином» 15 сентября 2013 года. Перед сезоном 2014/15 вернулся в «Ростов». По окончании сезона покинул клуб и, восстанавливаясь после травмы, играл за любительский клуб «Ника». В начале 2016 года подписал контракт с клубом «Луч-Энергия», где стал капитаном. По окончании сезона ушёл из клуба из-за сложной финансовой ситуации, но в июле вернулся в команду. Перед сезоном 2017/18 перешёл в «Арарат» Москва, дебютировавший в первенстве ПФЛ. В ноябре был выбран капитаном команды, но уже через месяц покинул клуб в связи со сменой тренерского штаба. В январе 2018 перешёл в «Ротор». Провёл семь матчей и по окончании сезона ушёл из клуба. В течение сезона 2018/19 восстанавливался после травмы, 15 июня 2019 года принял решение завершить карьеру футболиста и стать тренером.
В течение карьеры перенёс четыре операции на ахилловых сухожилиях, испытывал проблемы со спиной.
С ноября 2019 — тренер в школе «Строгино». В декабре 2019 получил тренерскую лицензию «В».

### В сборной
Осенью 2006 года впервые вызывался в национальной сборной России на отборочные матчи против команды Хорватии и команды Македонии к Евро 2008. 5 сентября 2009 года дебютировал в составе национальной сборной России в матче против команды Лихтенштейна (3:0). В том же году сыграл ещё в двух матчах против Уэльса и Азербайджана, после чего в сборную не вызывался.

## Статистика

### Клубная
| Клуб             | Сезон            | Лига | Лига | Кубки | Кубки | Еврокубки | Еврокубки | Итого | Итого |
| Клуб             | Сезон            | Игры | Голы | Игры  | Голы  | Игры      | Голы      | Игры  | Голы  |
| ---------------- | ---------------- | ---- | ---- | ----- | ----- | --------- | --------- | ----- | ----- |
| Спартак (Москва) | 2002             | 1    | 0    | 1     | 0     | 0         | 0         | 2     | 0     |
| Спартак (Москва) | 2003             | 0    | 0    | 0     | 0     | 0         | 0         | 0     | 0     |
| Спартак (Москва) | 2004             | 0    | 0    | 0     | 0     | 0         | 0         | 0     | 0     |
| Спартак (Москва) | 2005             | 0    | 0    | 1     | 0     | 0         | 0         | 1     | 0     |
| Спартак (Москва) | 2006             | 9    | 0    | 2     | 0     | 1         | 0         | 12    | 0     |
| Спартак (Москва) | 2007             | 3    | 0    | 5     | 0     | 0         | 0         | 8     | 0     |
| Спартак (Москва) | Итого            | 13   | 0    | 9     | 0     | 1         | 0         | 23    | 0     |
| Рубин            | 2008             | 3    | 0    | 0     | 0     | 0         | 0         | 3     | 0     |
| Москва           | 2008             | 16   | 2    | 2     | 0     | 0         | 0         | 18    | 2     |
| Москва           | 2009             | 27   | 5    | 4     | 0     | 0         | 0         | 31    | 5     |
| Москва           | Итого            | 43   | 7    | 6     | 0     | 0         | 0         | 49    | 7     |
| Динамо (Москва)  | 2010             | 19   | 0    | 1     | 0     | 0         | 0         | 20    | 0     |
| Ростов           | 2011/12          | 14   | 0    | 1     | 0     | 0         | 0         | 15    | 0     |
| Томь             | 2011/12          | 11   | 2    | 0     | 0     | 0         | 0         | 11    | 2     |
| Амкар            | 2012/13          | 2    | 2    | 0     | 0     | 0         | 0         | 2     | 2     |
| Всего за карьеру | Всего за карьеру | 105  | 11   | 17    | 0     | 1         | 0         | 123   | 11    |

### В сборной
| Матчи и голы Ребко за сборную России | Матчи и голы Ребко за сборную России | Матчи и голы Ребко за сборную России | Матчи и голы Ребко за сборную России | Матчи и голы Ребко за сборную России | Матчи и голы Ребко за сборную России |
| №                                    | Дата                                 | Оппонент                             | Счёт                                 | Голы                                 | Соревнование                         |
| ------------------------------------ | ------------------------------------ | ------------------------------------ | ------------------------------------ | ------------------------------------ | ------------------------------------ |
| 1                                    | 5 сентября 2009                      | Лихтенштейн                          | 3:0                                  | —                                    | Отборочные матчи ЧМ-2010             |
| 2                                    | 9 сентября 2009                      | Уэльс                                | 3:1                                  | —                                    | Отборочные матчи ЧМ-2010             |
| 3                                    | 14 октября 2009                      | Азербайджан                          | 1:1                                  | —                                    | Отборочные матчи ЧМ-2010             |

Итого: 3 матча / 0 голов; 2 победы, 1 ничья, 0 поражений.